# Katla
O Katla (ouvirⓘ) é um dos maiores vulcões da Islândia, que habitualmente entra em erupção em intervalos de 50 anos a 80 anos, tendo a sua última erupção ocorrido no ano de 1918.
O Katla está situado no sul da Islândia, estando parcialmente coberto pelo glaciar Mýrdalsjökull. Está localizado a norte da localidade de Vík í Mýrdal e a leste do glaciar de Eyjafjallajökull. O seu cume atinge os 1512 m de altitude. O desfiladeiro Eldgjá faz parte do mesmo sistema. A caldeira vulcânica tem 9 km de diâmetro e está coberta com 200–700 m de gelo.
Houve 16 erupções documentadas entre os anos de 930 e 1918 em intervalos variando entre 40 e 80 anos, sendo a última significativa em 1918. Houve depois disso pequenas erupções que não quebraram a cobertura de gelo em 1955 e em 1999.
As erupções catastróficas tiveram um Índice de Explosividade Vulcânica (VEI) entre 4 e 6 (numa escala de 0 a 8). Em comparação, o Eyjafjallajökull teve em 2010 uma erupção classificada como VEI4. Uma erupção VEI6 é comparável à do Pinatubo (Filipinas) em 1991.
Em outubro de 2011 cientistas islandeses declararam o Katla como estando em "ponto de ebulição", prevendo-se o aumento da atividade sísmica e vulcânica.